# Indipendenza del Texas
L'Indipendenza del Texas, detta anche Rivoluzione texana o guerra d'indipendenza del Texas (in inglese Texas Revolution, in spagnolo Independencia de Texas), fu il processo di affrancamento di un'area settentrionale dello Stato messicano di Coahuila y Texas, svoltosi principalmente tra il 2 ottobre 1835 ed il 21 aprile 1836.
L'animosità tra governo messicano e coloni statunitensi iniziò con le cosiddette Sette leggi del 1835, con cui il presidente del Messico, il generale Antonio López de Santa Anna, aveva abrogato la Costituzione messicana del 1824, sostituendola con la Costituzione messicana del 1835, di chiaro orientamento anti-federalista. Un altro motivo di scontro era l'abolizione della schiavitù, nuovamente decretata dal governo semi-dittatoriale di Santa Anna, che, ispirandosi a Napoleone, cercava di modernizzare il paese in senso vagamente "illuministico" (tra l'altro aprendo l'esercito al merito e le carriere pubbliche anche alle persone "non completamente bianche"); i coloni anglosassoni del Texas, provenienti per lo più dal sud degli Stati Uniti, erano favorevoli alla schiavitù, spesso proprietari di schiavi e fermamente convinti della superiorità bianca. Il malcontento si diffuse presto in tutto il Messico e la guerra scoppiò il 2 ottobre 1835 con la battaglia di Gonzales. I "texani", cioè i coloni statunitensi nell'area, all'epoca ancora cittadini del Messico, vinsero inizialmente nella battaglia di Goliad e di San Antonio, ma poco dopo furono pesantemente battuti nelle medesime località e nella celebre battaglia di Alamo, in cui tutti i difensori di un forte dei texani, salvo pochi sopravvissuti, furono travolti e massacrati da preponderanti forze messicane.
La guerra si concluse con la battaglia di San Jacinto (svoltasi il 21 aprile 1836, a una trentina di chilometri dall'odierna Houston), in cui il generale Sam Houston sconfisse in soli 18 minuti una parte dell'esercito messicano, guidata dallo stesso Santa Anna, che fu fatto prigioniero poco dopo la battaglia. La conseguenza politica fu la nascita della Repubblica del Texas. La repubblica non ottenne mai il riconoscimento dal Messico e nella sua breve esistenza oscillò tra il collasso e l'invasione messicana. Il Texas fu annesso agli Stati Uniti solo nel 1845 e la "questione texana" poté dirsi risolta solo con la guerra messico-statunitense.

## Sfondo storico

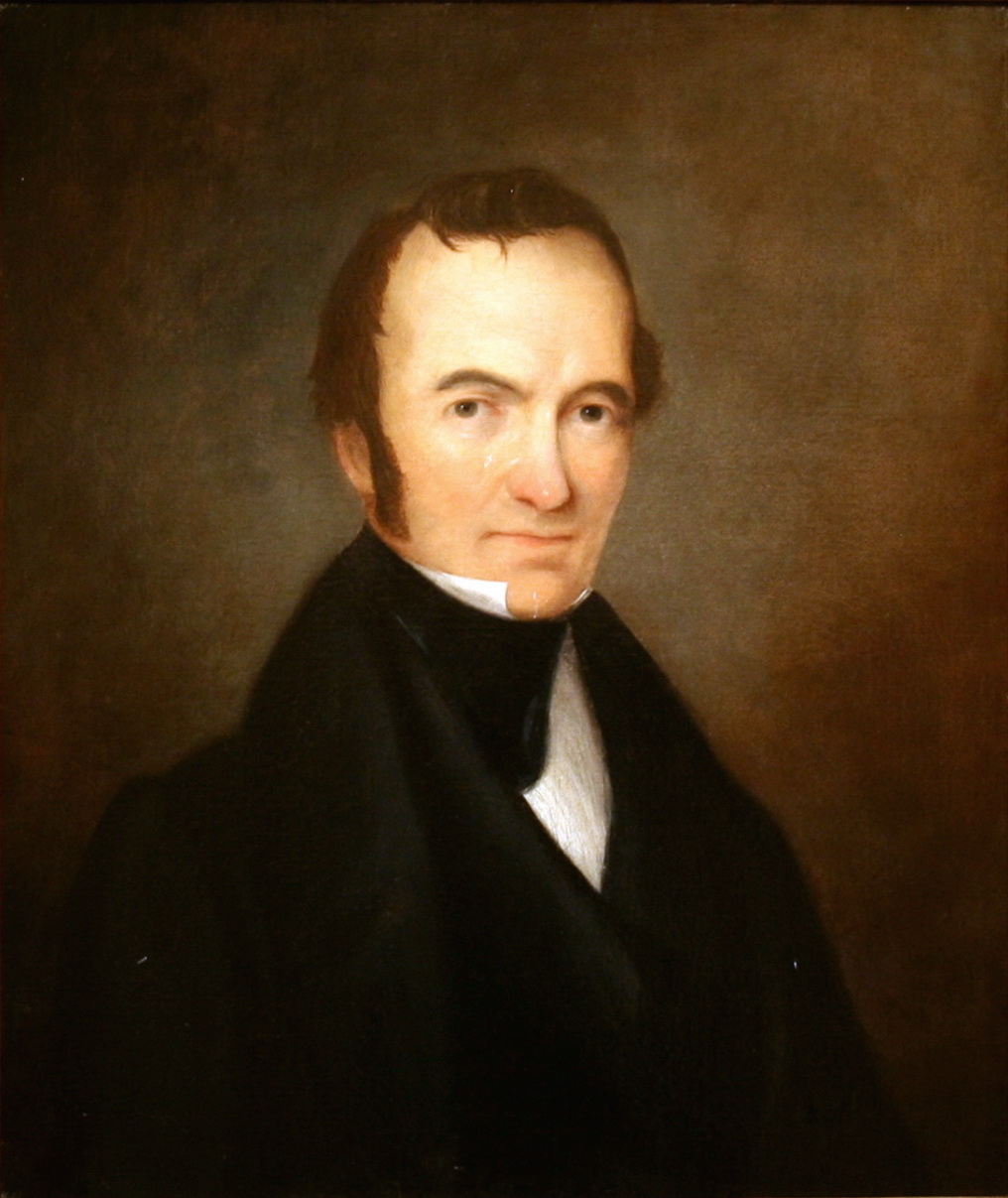
Stephen F. Austin, il "Padre del Texas".

Il Panico del 1819 precipitò gli USA in una grave depressione. Un uomo d'affari americano (già cittadino spagnolo), Moses Austin, aveva perso la sua fabbrica di piombo in questa congiuntura. Dopo un viaggio in Texas, sviluppò un progetto per portare coloni americani nella regione, il che avrebbe aiutato la Spagna nel promuovere il progresso dell'area (e ciò, auspicabilmente, sarebbe anche stato un trampolino di lancio per la carriera negli affari di Austin medesimo). Nel 1820, ottenne il beneplacito spagnolo per l'insediamento di 300 famiglie "coloniche" nel Texas. Suo figlio, Stephen F. Austin, lo aiutò a ricevere finanziamenti USA per sostenere l'iniziativa. Moses Austin stesso ottenne alla fine di quell'anno la concessione dalla Spagna, ma morì nel giugno 1821. La concessione fu ereditata dal figlio Stephen, che raggiunse anche un accordo con il Governatore Martinez secondo il quale ciascun migrante avrebbe potuto ottenere le seguenti quote di terreno: 259 ettari per il capofamiglia, 129 per sua moglie, 65 per ogni figlio, 32 per ogni schiavo. Per le ristrettezze economiche che affliggevano gli States all'epoca, quando Austin pubblicò il bando a New Orleans, non ebbe alcuna difficoltà a raccogliere le adesioni di 300 famiglie.

## Indipendenza del Messico e insediamenti nel Texas
Il primo dei colonizzatori statunitensi, e per questo ritenuto padre e fondatore del Texas odierno, fu Stephen Fuller Austin che raccogliendo un precedente progetto del padre, la "Texan Venture", nel 1821 si accordò con l'ancora governatore spagnolo del Texas per il rinnovo della concessione territoriale paterna per l'insediamento in Texas di coloni angloamericani. Da New Orleans cominciò una campagna pubblicitaria in favore della sua impresa d'insediamento e colonizzazione dell'area racchiusa tra i fiumi Brazos e Colorado, che si rivelò vincente poiché racchiudeva in sé numerosi fattori particolarmente allettanti. Innanzitutto il costo della terra, in Texas, era di gran lunga inferiore a quello degli Stati Uniti. Qui, una tranche minima di 80 acri, costava circa 1,25$ all'acro per un totale di 100 dollari pagabili direttamente all'acquisto della terra mentre per i coloni di Austin la terra era gratuita (gratuità della terra garantita poi anche dalle leggi messicane). Ma c'era anche un'altra ragione non meno convincente che attraeva gli americani in Texas. Messico e Stati Uniti non avevano nessun accordo bilaterale sull'estradizione di debitori fraudolenti o insolventi e pertanto, varcato il confine tra i due stati, i creditori perdevano qualsiasi possibilità di rivalsa sul fuggitivo.
Il Texas rappresentava quindi l'ancora di salvezza per molti contadini, soprattutto per quelli della valle del Mississippi, che avevano contratto numerosi debiti con le banche a causa del crollo dei prezzi agricoli del 1812. Nel 1822 fu incoronato imperatore del neonato Impero messicano Agustín de Iturbide, che nel 1823 riconobbe la famosa concessione promessa dall'ordinamento precedente (spagnolo) ai coloni.
Per effetto del Piano di Iguala, la schiavitù fu formalmente abolita per la prima volta, ma continuò ad essere ufficiosamente praticata in tutta la nazione. In seguito la Repubblica Messicana si ostinava a non riconoscergli la concessione rilasciatagli dal morente governo spagnolo. Austin iniziò a fare la spola per tre anni con Città del Messico nell'intento di ricomporre la questione, infine riuscendovi.
Quest'esperienza gli fu comunque propizia, poiché — appresa la lingua spagnola — si fece stretto amico del rivoluzionario messicano José Antonio Navarro.
Negli anni a venire, i due avrebbero cooperato nell'azione di un'ulteriore colonizzazione del Texas. Secondo gli estremi della nota concessione (rinnovata), ogni nuovo venuto doveva convertirsi al cattolicesimo, avere condotta morale irreprensibile, acquisire la cittadinanza messicana, "ispanicizzare" le proprie generalità. Ciascun colono ricevette 16 km² di terreno.
Nel 1825, all'entrata in vigore della Colonization Law, la sua colonia aveva già in forza tutte le famiglie previste. Il felice esito di tale impresa convinse numerosi altri investitori a divenire empresarios del governo messicano seguendo le sue orme tanto che nel 1829 i contratti siglati tra il governo federale e gli empresarios ammontarono a 15 per un totale di 5450 famiglie.

### Disillusione deitexiani
Nonostante ciò, per l'intero corso dell'amministrazione messicana il Texas fu profondamente animato da un'aspra diatriba tra governo centrale e coloni angloamericani che tra incomprensioni, schermaglie, atti di disobbedienza civile, da dibattito puramente politico e pacifico si trasformò in scontro violento e in aperta ribellione militare.
Gli oggetti del contendere tra coloni e governo erano argomenti concreti e chiaramente definiti come, per i coloni, la sicurezza della frontiera o la mala amministrazione e le troppe lungaggini burocratiche o come, per il governo messicano, l'indisciplina e l'eccessiva e continua violazione di leggi e decreti da parte dei coloni; tuttavia alla base di questa disputa stava la profonda differenza culturale tra i due contendenti che si rivelò inconciliabile e che spinse le due parti prima a insospettirsi l'una nei confronti dell'altra e successivamente a irrigidire le rispettive posizioni fino ad arrivare a una violenta frattura.
Proprio in questi anni travagliati germogliarono i semi del nazionalismo texano perché proprio la contrapposizione tra mentalità messicana e statunitense dette agli immigrati americani una pesante autoconsapevolezza del loro peculiare status di "Texians", scaturito dal fatto di non essere più americani e al contempo di non poter mai diventare messicani.
Infatti con la rinuncia formale alla cittadinanza statunitense, condicio sine qua non per potersi stabilire in Texas, i coloni avevano rinunciato a qualsiasi legame con la madrepatria e si erano messi nelle mani di un governo che li guardava con sospetto e che li considerava, e li trattava, alla stregua di stranieri ostili.
Inoltre molti soldati messicani che presidiavano il Texas erano in realtà criminali condannati, cui era stato concesso di barattare il carcere con il servizio militare in Texas. Un altro motivo di scontento era il periodico spostamento della loro capitale tra Saltillo e Monclova, entrambe nella remota Coahuila meridionale, che distava circa 800 km dal Texas; i texiani ambivano a un Texas separato dalla provincia di Coahuila (ma non indipendente dal Messico) e ad avere una capitale propria. Ritenevano che una capitale più vicina avrebbe costituito un deterrente alla corruzione, facilitando gli altri affari di governo.
Parimenti, i texiani non approvavano l'accordo che Stephen Austin aveva concluso con il governo messicano, al quale era riservato un diritto di prelazione sui prodotti agricoli e zootecnici.
Vi era una sostenuta domanda di cotone in Europa e ovviamente i coloni avrebbero voluto avvantaggiarsi dei prezzi più alti che avrebbero spuntato su tale mercato. Questo peraltro si scontrava anche con il dirigismo del Messico, che imponeva soprattutto la produzione di carne e cereali. Abbiamo già accennato all'ambigua posizione del governo in tema di schiavismo; tuttavia, effettive restrizioni erano fatte valere contro il "commercio" (benché si "chiudesse un occhio" sull'impiego e detenzione di manodopera servile), sicché gli "operatori economici" di questa tratta esecrabile (peraltro totalmente legale nei confinanti stati USA meridionali) ne traevano ulteriore motivo di dissapore.
Nel sistema messicano gli elettori e le tornate elettorali avevano un peso scarsamente rilevante, dato che tutte le principali cariche amministrative statali e locali erano affidate per incarico, direttamente o indirettamente, dal governo centrale; infatti l'esecutivo nominava il governatore di uno Stato il quale designava gli jefe politico dei vari dipartimenti dello Stato i quali, a loro volta, sceglievano gli alcalde delle comunità comprese nei loro distretti. Con tutti i poteri in mano a poche e selezionate autorità, detentrici di cariche alle quali poteva accedere solo un ristretto numero di rampolli messicani in quanto per poter intraprendere la carriera politica era obbligatorio saper scrivere e parlare correttamente spagnolo, e con l'assoluta lontananza delle istituzioni, libere da ogni legame con i cittadini perché non sottoposte a elettività, ai coloni angloamericani era impossibile intraprendere una qualsiasi iniziativa collettiva.
Inaccettabile per i coloni statunitensi, da qualunque stato dell'Unione provenissero, abituarsi a un sistema basato su una rigida e immodificabile scala gerarchica in cui il colono rappresentava solo l'ultimo anello della catena e per questo non aveva diritto di parola; infatti per gli americani era ormai acquisito un sistema politico fatto di strette relazioni e correlazioni tra pubblici ufficiali e cittadini imperniate sulla possibilità e il diritto per un cittadino di assegnare, riconfermare o bocciare un candidato a una carica attraverso le consultazioni elettorali.
Il presidente Anastacio Bustamante accolse con allarme il rapporto del generale e ne nacque un decreto in 18 articoli, approvato il 6 aprile 1830 che sanciva rigide disposizioni riguardo agli Americani residenti in Texas e in materia di immigrazione il decreto proibiva l'accesso sotto qualsiasi forma di cittadini statunitensi in Texas. La disposizione, nota come Bustamante Decree, suscitò profonda indignazione tra i coloni americani e rappresentò per i Texani quello che lo Stamp Act significò per i coloni americani.

#### Santa Anna

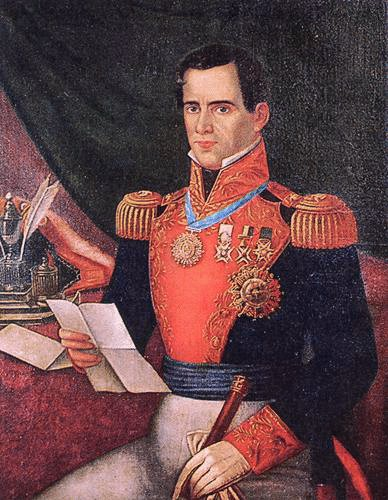
Antonio López de Santa Anna

Gli anni immediatamente successivi alla proclamazione del decreto del 1830 furono animati da dibattiti pubblici e privati, nelle piazze, sulla stampa, nei salotti o nelle taverne sull'opportunità e la necessità di una Home Rule.
Le opinioni su come poter giungere a questo obiettivo erano molteplici e discordi, ma tutti i texiani concordavano sul fatto che fosse ormai urgente per prima cosa intervenire sulle problematiche locali, le quali potevano essere risolte solo sul posto e da gente del posto costretta a confrontarsi con questi problemi quotidianamente, non da burocrati residenti nella lontana Saltillo o nell'ancor più lontana Città del Messico.
Tali dibattiti non restarono pure speculazioni in quanto i Texani, fedeli al pattern politico statunitense e alla tradizione rivoluzionaria americana, decisero di presentare ufficialmente al governo le loro lamentele e le possibili soluzioni e per poter raccogliere le idee e redigere un documento organico e comune elessero una serie di delegati che si riunirono in Convention a San Felipe nell'ottobre 1832.
In questa occasione i delegati riuscirono a mettersi d'accordo solo sulla richiesta di abolizione del decreto del 1830 e pertanto rimandarono tutto ad un'altra convention da tenersi l'anno successivo ma stavolta, per far sì che la seconda convention fosse finalmente in grado di elaborare un documento ufficiale, fu deciso di aprire il dibattito a tutti gli abitanti del Texas organizzando dei comitati locali di Safety and Correspondence, con il compito di diffondere in ogni comunità texana informazioni sulla politica messicana nei riguardi del Texas e sulla politica indiana del governo in modo che tutti quanti, messi a conoscenza della reale condizione del Texas, avrebbero potuto presentare al loro delegato una serie di idee e di proposte da discutere poi in assemblea. La nuova Convention si riunì sempre a San Felipe il 1º aprile 1833, in concomitanza con l'inaugurazione ufficiale della presidenza di Antonio López de Santa Anna.
Nel 1829, Santa Anna era governatore di Vera Cruz. Due anni prima, il governo messicano aveva promulgato la Legge generale di espulsione che esiliava tutti gli spagnoli dal Messico: questo significava che la maggior parte delle persone istruite del Messico se ne dovevano andare. Oltre a decimare i ranghi del clero cattolico, molti tecnocrati necessari per ricostruire il Messico dopo il decennio di "salasso" bellico furono parimenti costretti a fare le valigie. Molti, riparati a Cuba, rivolsero petizioni alla Spagna perché inviasse un'altra spedizione militare a liberare il Messico. Questa forza di circa 3 500 soldati occupò Tampico finché non ne venne sloggiata da Santa Anna, divenuto nel frattempo Generalissimo.
Il Generalissimo fu osannato come un eroe nazionale. Tra il 1829 ed il 1832 furono uccisi diversi presidenti in altrettanti colpi di stato, in cui Santa Anna era sempre a vario titolo coinvolto.
La repubblica messicana si spaccò gravemente in due fazioni, note come Conservatori — fautori di un governo monarchico centralizzato — e Liberali — sostenitori di un governo democratico federale. Nelle elezioni presidenziali del 1833, Santa Anna si candidò come liberale, e vinse.
Nella convention del 1º aprile 1833 furono discusse e approvate mozioni finalmente concrete; in particolare, la proposta alla quale i delegati lavorarono alacremente fu quella sulla separazione della regione di Coahuila dal Texas, perché non ci poteva essere soluzione ai problemi della regione se non si partiva dalla creazione di un Local State Governement.
Il "matrimonio" voluto nel 1824 tra le due province era ineguale e innaturale, poiché il Texas non aveva alcun rappresentante nel Congresso federale e solo 12 deputati nel parlamento unicamerale dello Stato; inoltre, la forte predominanza anglosassone nella regione (anglosassoni e ispanici stavano tra loro con un rapporto di 10 a 1) rendeva il Texas una regione peculiare per l'intero Messico e quindi assolutamente inconciliabile con Coahuila, senza contare che le due zone erano separate da migliaia di chilometri di brughiera che, di fatto, era una barriera naturale insormontabile che impediva ogni sorta di comunicazioni, di traffici e di spostamenti.
La convention stabilì che toccava a Stephen Fuller Austin, il cittadino più eminente del Texas, parlamentare con Santa Anna; affinché non si trovasse impreparato di fronte a una manovra elusiva del presidente in merito alla creazione di uno Stato del Texas, la convention elaborò addirittura una bozza di costituzione elaborata sul modello di quella del Massachusetts del 1780.
Al di là però di ogni aspettativa il presidente Santa Anna, dopo una lunga anticamera, ricevette con cordialità Austin e, senza rifiutarle, rimise le richieste texane all'approvazione del Congresso il quale si dimostrò particolarmente lungimirante. Infatti, in presenza dello stesso Austin nel maggio del 1834, il Congresso, pur respingendo la proposta di separazione tra Coahuila e Texas, approvò una mozione che prevedeva che il Texas fosse diviso in tre dipartimenti (San Antonio, San Felipe, Nacogdoches) con un conseguente aumento del numero di deputati all'assemblea statale e la possibilità di inviare tre deputati al Congresso federale.
Fu inoltre riconosciuto il bilinguismo anche per i documenti ufficiali, fu garantita la tolleranza religiosa e rivoluzionato il sistema giuridico che, solo per il Texas, prevedeva l'introduzione nei processi di una giuria giudicante, la presenza di giudici in loco grazie a una corte itinerante e una corte superiore di appello operante in Texas in alcuni periodi dell'anno. Poco dopo, Santa Anna si ritirò a vita privata nella sua hacienda, permettendo al vicepresidente Valentín Gómez Farías di reggere il paese. Il governo intraprese drastiche riforme liberali, irritando i Conservatori.
Ma ai texiani non fu dato neppure di immaginare gli effetti positivi che le disposizioni legislative del 1834 potenzialmente garantivano giacché nell'ottobre del 1835 Santa Anna, tornando alla vita pubblica, revocò la costituzione del '24 con l'emanazione delle Siete Leyes e inaugurò la sua dittatura personale. In Texas alla fine nessuno restò sorpreso del colpo di mano di Santa Anna, visti i precedenti della sua carriera politica; ciò che indignò profondamente i texiani fu l'atteggiamento della Chiesa Cattolica, dell'esercito, del popolo messicano in generale i quali non solo restarono passivi di fronte alla perdita dei diritti costituzionali ma addirittura, in alcuni circoli, salutarono con favore l'avvento di una dittatura militare. I texiani a questo punto non erano più disposti a tentare di convivere con un popolo al quale non importava scegliersi i propri leader e che addirittura dimostrava di interessarsi poco o per nulla alla politica e alla costituzione.
Il numero di coloni che continuavano a immigrare nel Texas cresceva frattanto esponenzialmente. Santa Anna credette di ravvisare in ciò la manifestazione di un complotto statunitense per conquistare la regione. Nel 1834, presentendo guai all'interno del governo messicano, Santa Anna avviò un processo involutivo, sciogliendo le camere legislative dello Stato (Texas), disarmandone le milizie, e infine abolendo la Costituzione del 1824. Per peggiorare le cose, imprigionò alcuni proprietari di piantagioni di cotone, che si erano rifiutati di aumentare i raccolti loro assegnati. Queste azioni innescarono un'ondata di sdegno in tutta la nazione messicana. Il paese si spaccò tra Centralisti (che sostenevano la dittatura di Santa Anna) e Federalisti (che reclamavano il ripristino della Costituzione del 1824). Santa Anna ordinò allora l'espulsione dal Texas di tutti i coloni non autorizzati.

## Esordi della rivoluzione

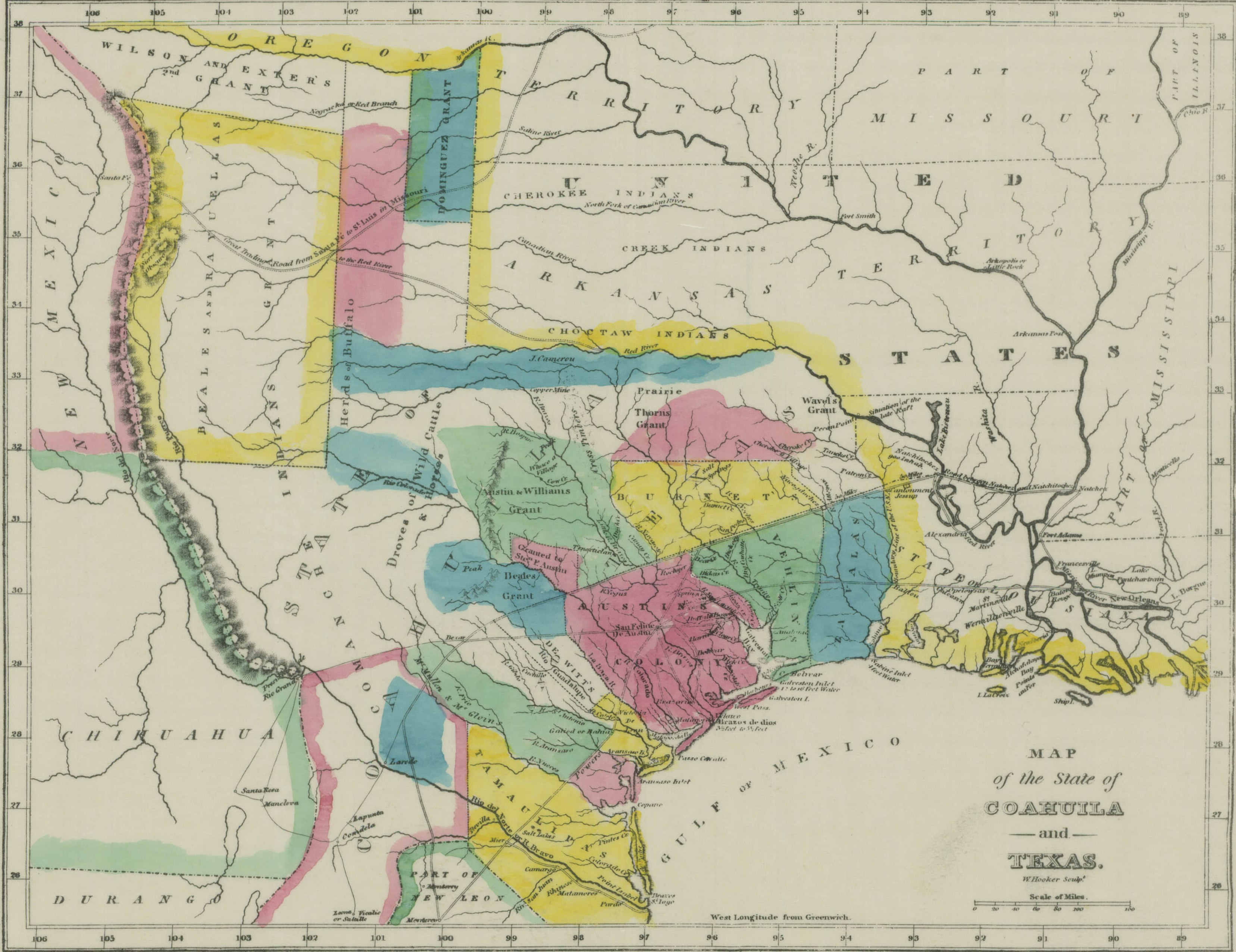
Coahuila e Texas nel 1833

Il grosso del Messico, guidato dagli Stati dello Yucatán, Zacatecas, e Coahuila, si sollevò immediatamente per reazione agli ultimi atti di Santa Anna. Questi fu impegnato per due anni nella repressione della rivolta. Sotto la bandiera dei Liberali, lo Stato di Zacatecas si ribellò contro Santa Anna. La rivolta fu soffocata brutalmente nel maggio 1835. Per giunta, Santa Anna permise ai soldati — in ricompensa del loro efficace apporto alla contro-insurrezione — di abbandonarsi impuniti al saccheggio della capitale di quello sfortunato Stato per due giorni; migliaia di civili furono trucidati. Santa Anna depredò pure le ricche miniere d'argento zapatecane site in Fresnillo ed umiliò ancora lo Zapatecas scorporandone quello che oggi consideriamo lo Stato indipendente di Aguascalientes. Fu il primo sintomo di un'odiosa attitudine assunta da Santa Anna verso quelli che considerava traditori. Subito dopo ordinò, infatti, a suo cognato — il generale Martín Perfecto de Cos — di marciare sul Texas per estinguerne ogni focolaio d'insubordinazione al potere centrale.

### Rivoluzione in Texas
Nel corso del 1835, mentre qualcuno cercava di aizzare il malcontento, i texiani discutevano informalmente le questioni che si prospettavano. Alcuni incidenti tra popolazione locale e guardie daziarie ad Anahuac e Velasco provocarono scaramucce tra la milizia texiana e le truppe messicane. A fine giugno, una seconda ondata di disordini di Anahuac scacciò le truppe messicane. Questo evento irritò vieppiù Santa Anna, che dispose un massiccio invio di rinforzi nell'intento di soggiogare il Texas. I texiani, nel complesso, fino ad agosto rimasero relativamente fedeli a un Messico costituzionale, malgrado la loro disapprovazione del trattamento riservato ad Austin, gli incresciosi fatti di Zacatecas, l'invito a disarmare le milizie, l'ordine di espellere tutti gli immigrati illegali e soprattutto la revoca della Costituzione del 1824. In agosto, la continuata e crescente presenza di truppe messicane, la loro incessante insistenza per deferire alla corte marziale i capi texiani radicali, e i principali scandali legislativi fondiari iniziarono a erodere l'appoggio texiano al partito della "Pace ed attaccamento al Messico", indirizzando piuttosto tale appoggio al partito della "Guerra ed indipendenza".
Nella colonia DeWitt, un soldato messicano "centralista" percosse il colono texiano Jesse McCoy con un moschetto durante un litigio. A Gonzalez le autorità militari messicane chiesero la consegna di un cannoncino da parte della milizia locale. Il generale Cos sbarcò a Copano con un'avanguardia di 300 soldati diretta a Goliad, San Antonio e San Felipe de Austin.
Austin fu rilasciato in luglio, senza essere stato formalmente incriminato per sedizione, e fu in Texas in agosto. Austin non vedeva alternative alla rivoluzione. Fu programmata una consultazione per discutere piani formali per ribellarsi, e Austin l'approvò.

### Vittorietexiane

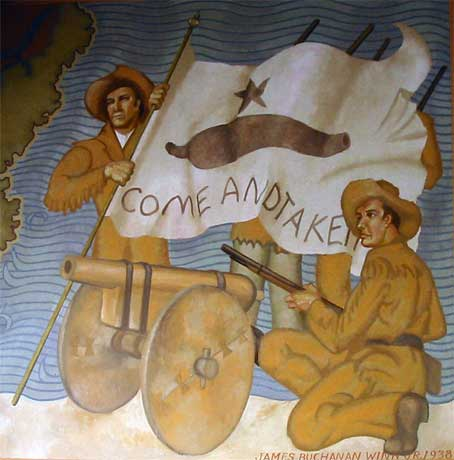
Un murale commemorante l'episodio del cannoncino di Gonzales. (Come and take it)

Prima che fosse intercorsa la suddetta consultazione, tuttavia, in applicazione dell'invito nazionale di Santa Anna a procedere al disarmo delle milizie, il colonnello Domingo Ugartechea, di stanza a San Antonio, ingiunse ai texiani di restituire al Messico un cannoncino che era stato loro affidato presso Gonzales. I texiani respinsero l'intimazione. Ugartechea mandò allora il tenente Francisco Castañeda con 100 dragoni a recuperare il pezzo di artiglieria. Quando giunse alle rive del Fiume Guadalupe, gonfiate dalla pioggia, vicino a Gonzales, c'erano solo diciotto texiani a contrastarlo. Nell'impossibilità di guadare, Castañeda si accampò, e i texiani, sepolto il cannone, chiamarono dei volontari in soccorso. Due compagnie della milizia texiana accolsero la chiamata. Il colonnello John Henry Moore fu scelto come capo della forza mista ribelli/milizia, che dissotterrò il cannone montandolo su un paio di ruote da carretto. Un nativo americano coushatta entrò nell'accampamento di Castañeda portando la notizia che i texiani disponevano di 140 uomini.
Alle ore 19 del 1º ottobre 1835 i texiani sortirono furtivamente per attaccare i dragoni di Castañeda. Alle 3 del giorno successivo raggiunsero l'accampamento e vi fu uno scambio di fucilate. Non vi furono vittime, e l'unico incidente coinvolse un texiano che si ruppe il naso cadendo da cavallo nella scaramuccia.
All'indomani vi furono delle trattative e i texiani sollecitarono Castañeda a passare dalla parte loro. Malgrado egli dichiarasse una qualche simpatia per le loro rivendicazioni, fu turbato dall'esplicito invito all'ammutinamento, e il negoziato abortì. I texiani prepararono uno "stendardo" in cui campeggiava un rozzo disegno del cannone conteso, accompagnato dal motto Come and take it. Poiché non avevano palle da cannone, lo caricarono con rottami metallici (a mitraglia), e aprirono così il fuoco contro i dragoni. Caricarono fucili e moschetti e spararono pure con quelli, ma Castañeda decise di non accettare il combattimento e fece ripiegare i dragoni a San Antonio. Fu così che iniziò la guerra; in molti casi le prime battute furono favorevoli agli insorti, poiché la loro immediata sollevazione aveva in qualche modo preso in contropiede le guarnigioni messicane, che non avevano fatto a tempo a prepararsi a un effettivo conflitto.
In seguito, i texiani presero Béjar, difesa dal generale Cos. Quando il generale Austin ebbe dato al suo esercito di volontari il noioso compito di attendere che le forze di Cos cedessero per fame, molti dei suoi volontari semplicemente abbandonarono il campo di battaglia. Nel corso del novembre 1835, l'esercito texiano si assottigliò a poco a poco, passando da 800 a 600 uomini, e gli ufficiali presero a cavillare sulla strategia e sul perché si fossero ritrovati a combattere contro i messicani. Parecchi ufficiali si dimisero, e tra questi Jim Bowie, che andò a Gonzales. L'assedio di Béjar, iniziato il 12 ottobre 1835, avrebbe dimostrato l'inconsistenza della leadership nel cosiddetto esercito del Texas. Austin ne era stato nominato comandante supremo, ma le sue doti poco si confacevano alla vita militare.
Ad ogni modo (malgrado la carenza appena ricordata), l'assedio si concluse il giorno 11 dicembre, con la cattura del generale Cos assieme alle sue truppe, stremate per gli stenti. I prigionieri messicani furono rimandati liberi in Messico, dopo che ebbero promesso di non riprendere le armi contro il Texas.
Le vittorie texiane delle fasi iniziali furono in gran parte ricondotte all'efficacia dei loro fucili (rigati) da caccia, muniti di maggior gittata e precisione rispetto ai moschetti ad anima liscia della fanteria messicana.
Il resto dell'esercito texiano, sprovvisto di valida guida e scarsamente motivato, si preparava ad avanzare verso Matamoros, nella speranza di saccheggiare la città. Sebbene la spedizione Matamoros, come rimase nota, fosse uno degli schemi concepiti per muovere guerra al Messico, non produsse alcunché. Il 6 novembre 1835, la spedizione Tampico, capitanata da José Antonio Mexía partì da New Orleans, con l'obiettivo di togliere Tampico ai "Centralisti". La missione fallì, al pari di altre iniziative mal coordinate, e il risultato fu solo un impoverimento delle risorse di parte indipendentista, con esiti infausti nei mesi successivi.

### Governo provvisorio
A Gonzales, la consultazione programmata per il mese precedente iniziò a lavorare speditamente quando arrivò dalle colonie un numero di delegati tale da raggiungere il quorum previsto. Dopo aspro dibattito, alla fine crearono un governo provvisorio che non aveva lo scopo della secessione dal Messico, ma solo di opporsi ai Centralisti. Elessero governatore Henry Smith e Sam Houston fu nominato comandante in capo dell'esercito regolare del Texas. A dire il vero, non vi era ancora un esercito "regolare"; quello di Austin era formato da soli volontari, e Houston doveva crearne una vera forza armata organizzata. Poiché vi era più disponibilità di terreni che di denaro, si scelse di dare un incentivo fondiario per promuovere un esercito professionalizzato. Chi si arruolava come soldato effettivo avrebbe ricevuto dal governo un appezzamento di terra più vasto di quello che (comunque) veniva elargito ai volontari. Il governo provvisorio ingaggiò corsari e istituì un sistema postale. Fu inviato negli Stati Uniti un uomo d'affari con la missione di richiedere un prestito di centomila dollari. Furono acquistate centinaia di copie di testi tecnici militari di vario genere. Fu data ad Austin l'opzione di dimettersi da comandante dell'esercito a Béjar e andare negli USA come rappresentante del Texas. Austin si dimise da generale il 24 novembre 1835; si tennero delle elezioni e il colonnello Edward Burleson divenne il successore di Austin.

## L'offensiva di Santa Anna

### Ejército de Operaciones
Visti i successi ottenuti dai ribelli a Béjar, alla battaglia di Goliad e la vittoriosa scaramuccia del combattimento dell'Erba, Santa Anna decise di passare al contrattacco. Il generale Cos informò Santa Anna della situazione in Texas, e poi procedette verso nord con il suo Ejército de Operaciones, una forza di circa 6 000 uomini. Tale corpo di spedizione si raccolse in San Luis Potosí e marciò subito attraverso i deserti del Messico durante il peggior inverno mai registrato in quella regione. L'esercito patì centinaia di perdite umane, tuttavia continuò nella sua terribile avanzata, raggiungendo il Texas con mesi di anticipo sulle previsioni. Conquistare Béjar, cuore politico e strategico del Messico, era l'obiettivo iniziale di Santa Anna.

### Alamo

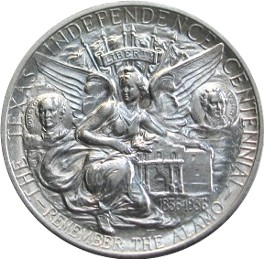
Battaglia di Alamo: moneta da mezzo dollaro commemorativa

L'arrivo di Santa Anna a Béjar (23 febbraio) avrebbe segnato la seconda occupazione della città per opera sua Nel 1813, i ribelli catturati a San Antonio erano stati massacrati. Come a Zacatecas nel 1835, in definitiva, Santa Anna era deciso a combattere "senza quartiere" i texiani che si erano barricati alla missione di Alamo..
Gli assediati attendevano rinforzi.

«All'alba del 1º marzo, il capitano Albert Martin, assieme ad altri 31 uomini da Gonzales e Colonia De Witt, attraversò le linee di Santa Anna e varcò le mura di Alamo, nessuno fece altrettanto. Questi uomini, per lo più padri di famiglia, si organizzarono spontaneamente e attraversarono le linee di un nemico che contava da 4 a 6 000 effettivi, per unirsi a 150 coloni loro vicini, in una fortezza destinata alla distruzione.»

Non arrivò altro rinforzo.
Alamo era difesa da poco meno di 200 uomini, comandati da William Barret Travis e Jim Bowie. Per la maggior parte, si trattava di bianchi di origini spagnole. È possibile che ai difensori "validi" fossero da aggiungere malati e feriti reduci dall'assedio di Bèjar, e secondo posteriori testimonianze vi sarebbero stati anche dei "non-combattenti". La battaglia di Alamo terminò il 6 marzo, dopo un assedio di 13 giorni in cui furono uccisi tutti i combattenti texiani. Nella difesa di Alamo perì anche il famoso avventuriero Davy Crockett.
L'alcalde di San Antonio riferì della cremazione delle salme di 182 difensori; fu autorizzato il seppellimento di un difensore, eseguito da un suo parente che militava nell'esercito messicano. Le perdite di Santa Anna furono comunque considerate (dai texiani) assai superiori, benché non vi sia accordo sul numero preciso; anzi potrebbero essere state piuttosto basse poiché l'assalto ad Alamo fu condotto con perizia, quasi si fosse trattato di un'operazione da manuale. Il sacrificio dei difensori di Alamo non rivestirà alcun particolare valore strategico, ma quei caduti saranno immediatamente acclamati come eroi dai loro compatrioti. Il più importante evento di quel periodo fu la stipula - alla Convenzione del 1836 - della Dichiarazione d'Indipendenza del Texas (nei confronti del Messico), emanata il 2 marzo.
Ben presto, Santa Anna divise le sue forze in colonne volanti, inviate attraverso il Texas, nell'intento di costringere a una battaglia decisiva l'esercito texano, ora guidato da Sam Houston.

### Goliad e le vittorie di Urrea
Il generale José de Urrea marciò sul Texas da Matamoros, seguendo il profilo della costa settentrionale del Texas: scongiurando, in tal modo, ogni aiuto straniero dal mare ed offrendo alla Marina messicana l'opportunità di sbarcare preziosi rifornimenti logistici. Le forze di Urrea entrarono in contatto con il nemico nella Battaglia di Agua Dulce, il 2 marzo 1836, che avrebbe presto portato alla Campagna di Goliad. Risulta comunque che il generale Urrea non subì mai sconfitte in alcun combattimento che le sue forze abbiano affrontato in Texas.
A Goliad, in seguito, una colonna volante di Urrea intercettò il drappello di James Fannin (300 uomini circa) su una prateria aperta in un leggero avvallamento presso Coleto Creek ed eseguì tre cariche con numerose perdite da parte messicana. In breve però, il grosso delle forze di Urrea circondò i texiani, fece convergere su di loro artiglieria e rinforzi e infine determinò la capitolazione di Fannin il giorno successivo, 20 marzo. Si narra che 342 texiani catturati nella Campagna di Goliad siano stati giustiziati solo una settimana più tardi, cioè nella Domenica delle palme, ovvero il 27 marzo 1836, per ordine personale di Santa Anna. Il fatto verrà ricordato come il Massacro di Goliad.

«L'impatto del massacro di Goliad fu decisivo. Fino a quell'episodio, Santa Anna ebbe la reputazione di uomo astuto ed abile, più che crudele [...] assieme alla caduta di Alamo, Santa Anna e il popolo messicano furono associati in una fama di crudeltà e montò lo sdegno dei texani, degli Stati Uniti, e addirittura Gran Bretagna e Francia, in tal modo favorendo notevolmente il successo della Rivoluzione Texana.»

## Incontro dei due eserciti

Carta del Messico, 1835-1846.

### La ritirata texana:The Runaway Scrape
Houston comprese immediatamente che il suo piccolo esercito non era preparato ad affrontare Santa Anna in campo aperto. La cavalleria messicana, esperta e temibile, era qualcosa che i texani difficilmente avrebbero potuto sconfiggere. Vedendo che la sua unica scelta possibile era mantenere unito l'esercito abbastanza da poter combattere su un terreno favorevole, Houston ordinò una ritirata verso il confine statunitense, cosa che fu peraltro imitata anche da molti coloni. Fu quindi adottata una politica della terra bruciata, che tagliava all'esercito messicano quei viveri di cui aveva pressante necessità. Da lì a poco, le piogge resero impraticabili le strade e la stagione fredda seminò largamente la morte in entrambe le compagini.
L'esercito di Santa Anna, sempre sulle tracce di Houston, perseguiva una caccia senza soste. La città di Gonzales non poteva essere difesa dai ribelli che, pertanto, la diedero alle fiamme. Identica sorte attendeva la colonia di Austin, San Felipe. Lo scoramento crebbe tra le file di Houston, quest'ultimo divenuto anche oggetto di molto risentimento. Il solo ostacolo all'avanzata di Santa Anna fu rappresentato dai fiumi in piena, che diedero a Houston la possibilità di far riposare e anche addestrare il suo esercito.

### La sconfitta di Santa Anna
Vi fu un'accelerazione degli eventi quando Santa Anna decise di dividere la sua colonna volante e precipitarsi a Galveston, dove si erano trasferiti i membri del governo provvisorio. Il "Generalissimo" sperava così di "decapitare" la linea di comando politica degli insorti e terminare, in tal modo, una guerra rivelatasi più lunga e dispendiosa delle previsioni. Nella sua concorrente veste di dittatore del Messico, Santa Anna aveva pure urgenza di rientrare quanto prima a Città del Messico.

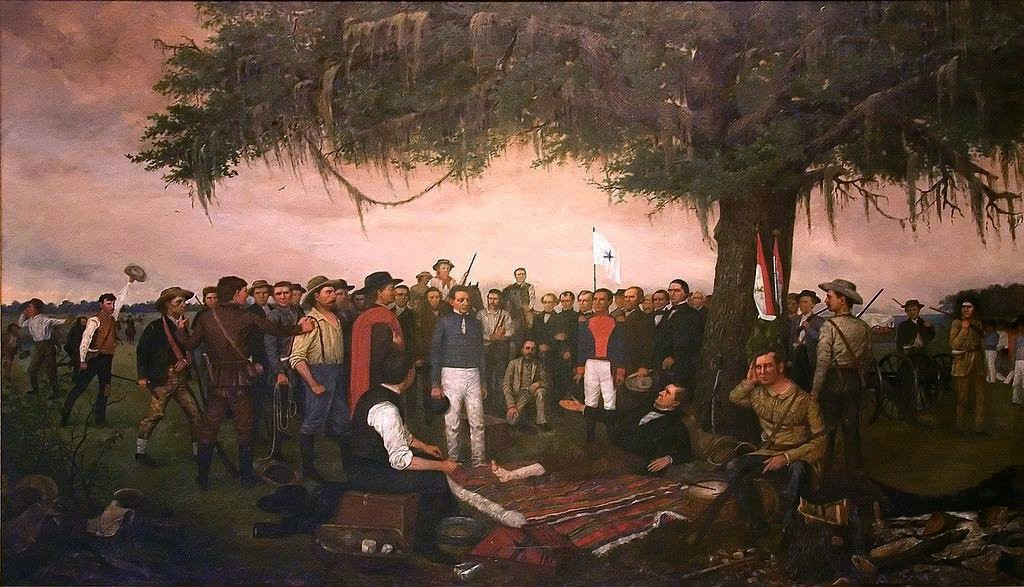
Il quadro Surrender of Santa Anna ("Resa di Santa Anna") di William Huddle mostra l'"uomo forte" messicano nel momento in cui si arrende a Sam Houston, rimasto ferito in combattimento.

Houston intanto fu informato dell'inopinata mossa di Santa Anna la cui colonna, forte di circa 700 uomini, stava marciando verso est da Harrisburg (Texas). Il 20 aprile 1836 i due eserciti si incontrarono presso il fiume San Jacinto. A separarli c'era un vasto terreno in pendenza con piante di alto fusto, che i texani usarono come copertura. Santa Anna, esultante per aver finalmente il nemico di fronte, attese i rinforzi, che erano comandati dal generale Cos. Lo stesso giorno, ci fu una scaramuccia tra i due schieramenti (per lo più tra i reparti di cavalleria), ma niente di decisivo.
Con grande disappunto dei ribelli, Cos arrivò prima del previsto con altri 540 soldati, facendo aumentare l'esercito di Santa Anna a oltre 1200 effettivi. Contrariati dalle occasioni perdute e dall'irresolutezza di Houston, l'esercito dei ribelli anelava a portare un attacco. Verso le 15.30 del 21 aprile, dopo aver incendiato il ponte di Vince, i texani balzarono avanti, cogliendo di sorpresa i messicani. Alcune ore prima dell'attacco, Santa Anna aveva ordinato ai suoi di mettersi pure in libertà, sul presupposto che i texani non avrebbero attaccato forze a loro tanto superiori. Peraltro, i messicani erano affaticati ai limiti della resistenza dalle continue marce forzate. In breve, furono sopraffatti dall'irruzione texiana nel loro accampamento. Vi fu uno scontro della durata di appena 18 minuti e poi i difensori collassarono e furono in gran parte massacrati.
Secondo leggende e canti popolari, Santa Anna sarebbe stato — nell'occorso — irretito da un'affascinante bracciante agricola creola, immortalata come The Yellow Rose of Texas ("la rosa gialla del Texas)..
Tutta la forza del contingente militare di Santa Anna subì l'uccisione o la cattura a opera dello schieramento texano, che era pure palesemente inferiore di numero; nell'evento caddero solo nove texani. La battaglia divenne decisiva perché determinò l'indipendenza del Texas dal Messico. Santa Anna stesso fu catturato, non avendo potuto attraversare il ponte di Vince (che, come abbiamo detto, era stato dato alle fiamme). Egli fu condotto al cospetto di Houston, rimasto ferito a una caviglia. Santa Anna accettò la cessazione dei combattimenti. Nel frattempo, il generale Vicente Filisola, constatato che i suoi uomini erano allo stremo, dispose la ritirata verso il Messico, ma non senza subire le rimostranze di Urrea. Solo Santa Anna era stato battuto, non l'Ejército de Operaciones, e secondo Urrea la campagna doveva proseguire, ma Filisola fu di diverso avviso.

## Conseguenze
Il catturato Santa Anna fu costretto dai suoi carcerieri a firmare i Trattati di Velasco il 14 maggio 1836: vi si riconosceva l'indipendenza del Texas e si lasciava salva la vita dello stesso Santa Anna. Il piano iniziale prevedeva di rispedirlo in Messico per favorire la distensione diplomatica tra i due stati. La sua partenza fu ritardata da una folla che lo voleva morto. Poiché si dichiarava l'unica persona in grado di determinare la pace, Santa Anna fu condotto a Washington dal governo texano, perché incontrasse il presidente Jackson al fine di garantire l'indipendenza della nuova repubblica. Ma quel che Santa Anna non sapeva, era che il governo messicano lo aveva frattanto deposto in absentia; di conseguenza, egli non aveva più alcuna veste istituzionale per rappresentare il Messico.
Il Texas ottenne lo status internazionale di repubblica sovrana dopo un lungo e sanguinoso combattimento, ma il Messico non ne concesse mai il riconoscimento. La guerra si trascinò in un permanente stallo.
La parabola di Santa Anna non era tuttavia conclusa: riapparve come eroe nel corso della guerra dei pasticcini (1838). Rieletto presidente, ordinò poco dopo una spedizione in Texas, guidata dal generale Adrián Woll, che riuscì per breve tempo a occupare San Antonio. Tra i due stati vi furono piccoli scontri per parecchi anni a venire. Come abbiamo anticipato nella sinossi, questo conflitto non terminerà completamente prima della Guerra messicano-americana del 1846.
La vittoria a San Jacinto avrebbe fruttato a Sam Houston l'elezione come presidente della Repubblica del Texas. In seguito, divenne senatore degli Stati Uniti e governatore del Texas. Stephen F. Austin, dopo aver fallito una campagna elettorale per la presidenza texana nel 1836, fu nominato Segretario di Stato ma morì poco dopo. Sam Houston lo encomiò come "Padre del Texas". Più tardi, durante la guerra di secessione americana, molti texani considerarono Houston "traditore della Repubblica" per il suo sforzo di impedire che il Texas si staccasse dall'Unione e il rifiuto di giurare fedeltà alla Confederazione.

## Contesto storico
Mentre il Texas proclamava la propria indipendenza, altri stati messicani decisero di fare altrettanto. Lo Yucatàn formò l'omonima Repubblica, riconosciuta dalla Gran Bretagna, e i tre stati di Coahuila, Nuevo León, e Tamaulipas, unitisi, formarono la Repubblica del Rio Grande. Molti altri stati sfociarono in aperta ribellione, tra questi San Luis Potosí, Querétaro, Durango, Guanajuato, Michoacán, Jalisco e Zacatecas. Tutti erano fortemente inaspriti per le decisioni già accennate di Santa Anna: abolizione della Costituzione del 1824, scioglimento del Congresso, riforma dello Stato (da federalista a centralista), espulsione degli spagnoli. Il Texas, però, fu il solo territorio che riuscì ad imporre il proprio distacco dal Messico.